# Porsche 936
La Porsche 936 è un'automobile da competizione realizzata dalla Porsche nel 1976 e corrispondente alla normativa tecnica FIA di Gruppo 6, è stata progettata per disputare gare di durata come la 24 Ore di Le Mans e per competere nel Campionato mondiale sportprototipi a cui partecipò dal 1976 al 1986. Si tratta dell'erede sul piano sportivo della Porsche 917, che sostituì nel mondo delle competizioni di tipo endurance.

## Tecnica
Questo sport-prototipo viene progettato come barchetta aperta, conforme al regolamento FIA relativo al Gruppo 6, il telaio derivava da quello della "908" opportunamente rivisto e aggiornato con le sospensioni e il cambio della 917/30.
Caratteristico della vettura era il grande airbox, posizionato sopra il posto di guida, che integrava sia la presa d'aria del turbocompressore, sia quella dell'intercooler, adottato dopo i primi test, per ovviare ai problemi di raffreddamento.
Il motore 6 cilindri turbo da 2.140 cm³ (equivalente ad 3000 cm³ "aspirato", secondo il regolamento tecnico dell'epoca), era quello già usato sulla Porsche Carrera RSR Turbo introdotta nel 1974 e giunta seconda assoluta quell'anno a Le Mans (e che avrebbe dato origine anche al propulsore della 935) e venne mano a mano evoluto con il doppio turbo e il raffreddamento parzialmente ad acqua ed infine nel 1981 venne montato un nuovo motore denominato Type-935/82 con la cilindrata di 2.650 cm³ (motore derivato da quello della Porsche 935, evoluzione pensata ma poi non utilizzata per la Formula Indy).
In seguito, nel 1982 dopo la soppressione del Gruppo 6 e l'introduzione della nuova categoria Gruppo C, Porsche realizza una nuova vettura specifica la 956 inizialmente solo a disposizione della squadra ufficiale; per questo motivo il team Joest Racing e il team Kremer, che disponevano di telai Porsche 936, di propria iniziativa ne costruirono o modificarono altri trasformando la barchetta in coupé e rendendola conforme al regolamento tecnico di Gruppo C e ribattezzata 936 C e CK5 prima di essere rimpiazzate dalla Porsche 956, vettura che venne poi venduta anche alle squadre private.

## Il propulsore
La 936 montava un 6 cilindri boxer turbocompresso con il monoblocco raffreddato ad aria e le testate raffreddate a liquido, derivato da quello della 911 Turbo, con una cilindrata di 2.142 cm³ sviluppava una potenza massima di 520 CV a 8.000 giri al minuto ed una coppia motrice di 471 Nm a 6.000 giri al minuto. In osservanza al fattore di equivalenza 1,4 (2.142 cm³ x 1,4 = 2.998,8 cm³), tale propulsore competeva nella stessa classe dei motori aspirati di 3.000 cm³. L'unità propulsiva fu sottoposta a un'evoluzione per la 24 Ore di Le Mans 1977, l'unica gara a cui partecipò quell'anno: il grosso turbocompressore fu rimpiazzato da due elementi di dimensioni ed inerzia inferiori, migliorando così la risposta ai comandi dell'acceleratore e incrementando la potenza massima a 540 CV. Un'ulteriore evoluzione si ebbe nel 1978, con l'adozione della distribuzione a 4 valvole per cilindro, che portò la potenza a 640 CV in condizioni di qualifica.
In seguito alla rimozione del limite di cilindrata di 3 litri, nel 1981 viene montato un nuovo propulsore con una cilindrata di 2.650 cm³, detto Type-935/82, derivato da quello della Porsche 935, inizialmente concepito per un suo impiego nel campionato CART (dove c'era per l'appunto il limite di cilindrata di 2,65 litri), tuttavia in seguito la Porsche - in disaccordo con gli organizzatori, che avevano cambiato il regolamento a suo sfavore - decise di non prendere parte a tale serie automobilistica, utilizzando questo motore sui propri sport prototipi. Tale unità propulsiva è capace di sviluppare una potenza di 620 CV a 8.000 giri al minuto ed è lo stesso motore che poi verrà montato sulla Porsche 956 e 962 in diverse evoluzioni e cilindrate.

## Risultati sportivi
La vettura debuttò alla "300 km del Nürburgring" nel 1976.
Con questa Sport, la Porsche vinse il Campionato mondiale Sport nel 1976. Nello stesso anno la casa di Stoccarda si aggiudicò anche il "Campionato Mondiale Marche" riservato alle "silhouette Gruppo 5".
Vinse la 24 Ore di Le Mans nel 1976, 1977 e 1981 e arrivò seconda nel 1978.
Dopo la sconfitta del 1979 e a causa di un management che spingeva verso un'attività sportiva basata su vetture derivate dalla serie (modelli 924 e 944) la vettura fu accantonata.
Nel 1980, però Reinhold Joest era intenzionato a schierare una vettura alla 24 ore di Le Mans ed ottenne dalla direzione sportiva un supporto per far correre una 936. Per non scontrarsi con la direzione aziendale, come narra l'allora direttore sportivo Peter Falk, a Joest fu consegnato un telaio 936, spacciato come telaio 908 "migliorato" dallo stesso Joest). Joest realizzò il resto della vettura da sé, usando anche molti componenti delle sue 908 Turbo, tra cui motore (usato anche sulla 935) e cambio. La vettura battezzata 908/80 conquistò il secondo posto alla 24 ore del 1980, per poi essere ribattezzata 936-004 nel 1982.
Nel frattempo però cambiò la direzione aziendale e l'anno successivo fu chiesto ai tecnici di realizzare una vettura vincente. Per mancanza di tempo e budget vennero recuperate le vetture dal Museo aziendale e dotate (grazie alla liberalizzazione dei motori apportata dal nuovo regolamento) del nuovo motore da 2650 cm³ originariamente previsto per la 500 miglia di Indianapolis del 1980, e che non era stato portato in gara a causa di un cambio di regolamento sfavorevole alla casa tedesca, accoppiato al più solido cambio a 4 rapporti della 917/30. Giunse la vittoria con Jacky Ickx e Derek Bell.
Nel 1982, con l'introduzione del Gruppo C, il team Joest Racing riconvertì le sue 936 da "barchette" a "coupé" adeguandole al nuovo regolamento e ridesignandole "936C", mentre il team Kremer Racing realizzò sulla base di progetti originali della 936 il quinto esemplare (numero di telaio 936-005) e in seguito la sua Gruppo C Kremer-Porsche CK5 mettendo insieme il telaio della 936, le sospensioni anteriori e il motore della 935, il cambio a 4 rapporti e le sospensioni posteriori della 917, il tutto vestito da una carrozzeria in fibra di vetro appositamente disegnata.
L'ultima 24 Ore di Le Mans fu nel 1986 (con la versione 936C privata del "Belga Team"); la 936C ex-Joest terminò sesta dietro le più fortiti Porsche 956 e Porsche 962.